# Euphthiracarus flavus
Euphthiracarus flavus är en kvalsterart som först beskrevs av Ewing 1908.  Euphthiracarus flavus ingår i släktet Euphthiracarus och familjen Euphthiracaridae. Inga underarter finns listade i Catalogue of Life.